# Al-Imam al-Hadrami
Abū Bakr Muḥammad ibn al-Ḥasan al-Murādī al-Ḥaḍramī,(en árabe أبو بكر محمد بن الحسن المرادي الحضرمي), o el Mûradi Al Hadrami o al-shaykh al imâm Al Hadrami fue un teólogo y jurista islámico del norte de África del siglo XI. Murió en 1095.

## Biografía
Al-Hadrami nació en la ciudad de Kairouan, en la actual Túnez, en el seno de una familia árabe de la región de Hadramaut, en el sur de la península arábiga. Fue en su ciudad natal donde recibió su educación teniendo a Abu Imran al-Fasi como compañero de estudios. Ibn Baskuwal informa que al-Hadrami permaneció durante un breve período en 1094 en Córdoba.
Durante la conquista almorávide de Azougui, situada cerca de Atar, en la actual Mauritania, Abu Bakr ibn Omar trajo consigo a al-Hadrami. En Azougui sirvió como cadí hasta su muerte en 1095.
Al-Hadrami es el autor de varios tratados políticos y teológicos.
A partir de la segunda mitad del siglo XVII, la memoria de al-Hadrami comenzó a reaparecer en la tradición oral mauritana local, iniciado por el "redescubrimiento" de su tumba en Azougui. En estos cuentos populares se le describe como un morabito místico y un taumaturgo.

## Publicaciones
Al-Hadrami es el autor de varios tratados de teología y política. Su única obra superviviente es el Kitâb al-Ishâra (Tratado sobre la conducta de los príncipes), una obra al estilo de las instrucción de príncipes. Da consejos sobre una serie de temas como el buen gobierno, la selección de asesores, el liderazgo en el campo de batalla y las oportunidades de clemencia y perdón.

## Reapariciónpost mortem
Debido al "redescubrimiento" de su tumba en la segunda mitad del siglo XVII en Azougui por un individuo de la tribu Smasid, la memoria de al-Hadrami comenzó a reaparecer y se le atribuyeron milagros. Según la tradición oral local, desempeñó un papel decisivo en el asedio almorávide de Azougui. Así, los primitivos habitantes de Azougui, los misteriosos Bafour, se sirvieron de jaurías de perros para cazar y para hacer la guerra. Por eso la ciudad fue conocida como Madinat al-Kilab, (Ciudad de los Perros). Según esta leyenda, al-Hadrami neutralizó milagrosamente a los perros, permitiendo a los almorávides conquistar la zona, aunque murió durante la batalla. La tradición popular informa de un segundo "redescubrimiento" de la tumba de al-Hadrami en el siglo XVIII.
Más allá del significado escatológico del "redescubrimiento", se interpretan estos cuentos populares como una estrategia de legitimación dentro de un conflicto tribal, animado por los Smasid que vinieron de Chingueti a expensas de los Idaysilli locales.
En el cementerio, situado a unos 300 m de las ruinas del recinto almorávide de Azougui, el cenotafio de al-Hadrami sigue siendo venerado. Se trata de un pequeño volumen cúbico de mampostería seca sin ningún tipo de decoración.